# Acacia deanei
Acacia deanei är en ärtväxtart som först beskrevs av Richard Thomas Baker, och fick sitt nu gällande namn av M.B.Welch och Al. Acacia deanei ingår i släktet akacior, och familjen ärtväxter.

## Underarter
Arten delas in i följande underarter:
- A. d. deanei
- A. d. paucijuga